# Salak (volcan)
Pour les articles homonymes, voir Salak (homonymie).
Le Salak, aussi appelé Satak, est un volcan d'Indonésie situé dans l'Ouest de Java. Peu actif, il présente une activité fumerollienne.

## Géographie
Le Salak est situé en Indonésie, dans l'Ouest de Java, au sud de Jakarta et à l'ouest des monts Pangrango et Gede, deux autres volcans. Administrativement, il fait partie des kabupaten de Bogor et de Sukabumi de la province de Java occidental.
Il se présente sous la forme d'une montagne conique aux flancs érodés, notamment entaillé par deux profondes vallées partant du sommet et se dirigeant vers le sud-ouest et vers le nord-nord-est. Son point culminant est représenté par un pic dans le Sud de la montagne qui culmine à 2 211 mètres d'altitude. Il est recouvert de nombreux cônes et cratères, notamment sur son flanc Sud-Ouest et au nord de la montagne,.
Ses éruptions sont essentiellement phréatiques, de faible puissance et se déroulent dans les cratères du Kawah Ratu et du Kawah Cikaluwung Putri,. L'activité actuelle est représentée par une solfatare située à 1 400 mètres d'altitude sur son flanc occidental. Cette importante chaleur du sol a permis le développement d'une exploitation géothermique.

## Histoire

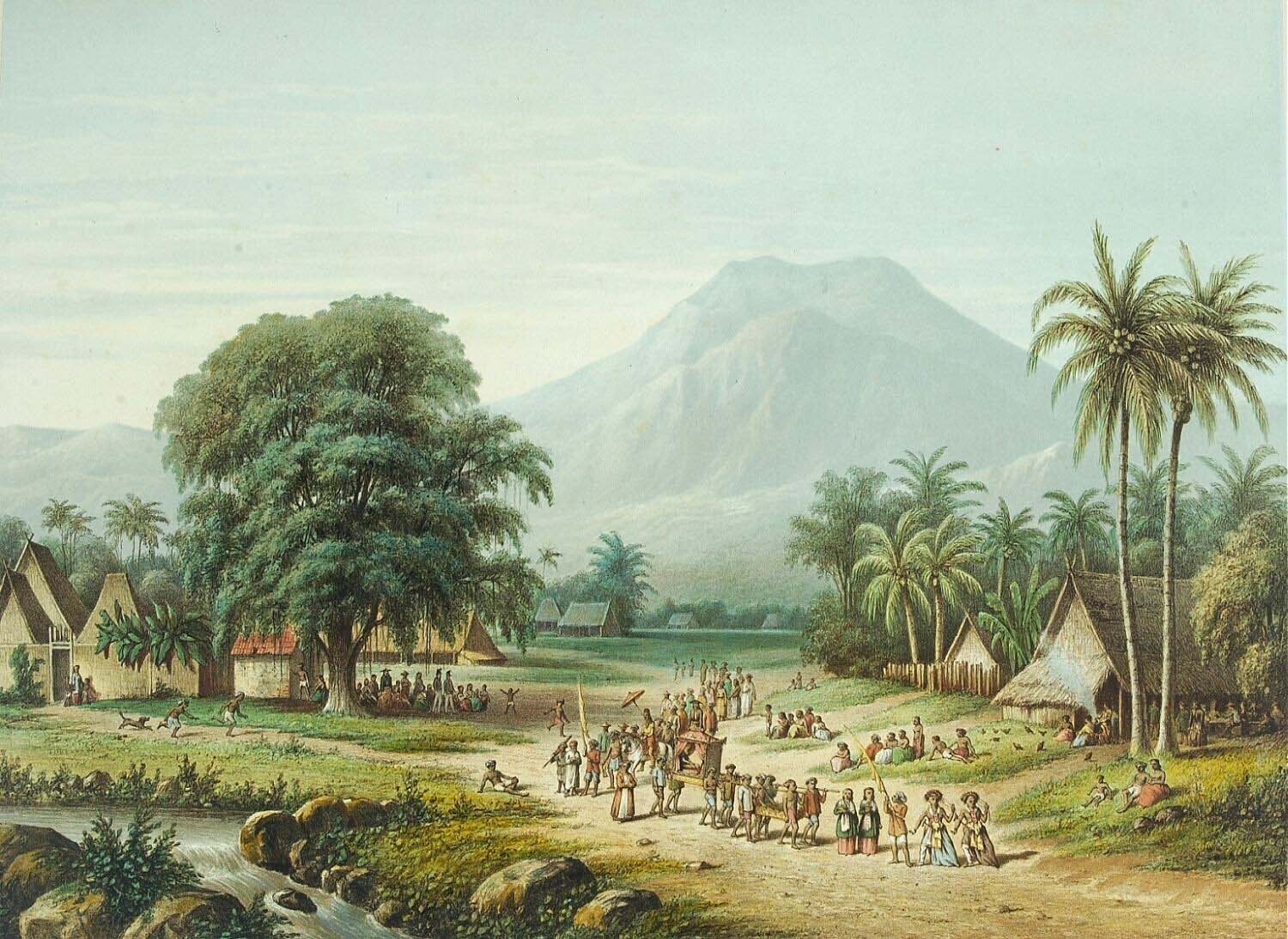
Lithogravure de 1876 montrant un village indonésien au pied du Salak.

Le Salak aurait connu une éruption en 1699, suivie par cinq autres, la dernière s'étant produite début 1938.
Le 9 mai 2012, un Soukhoï Superjet 100 s'est écrasé sur la montagne, faisant 45 morts.